# Chlorocyjan
Chlorocyjan, ClCN – nieorganiczny związek chemiczny z grupy chlorków. Jest to chlorek kwasu cyjanowego, bezbarwny gaz o przenikliwym zapachu.
Może zostać otrzymany poprzez utlenianie cyjanku sodu gazowym chlorem:
NaCN + Cl
2 → ClCN + NaCl
Chlorocyjan jest zaliczany do ogólnotrujących bojowych środków trujących – podrażnia oczy i górne drogi oddechowe. Stosowany był podczas I wojny światowej przez wojska francuskie (ozn. Mauguinite), obecnie zaś używany do badań właściwości ochronnych masek przeciwgazowych.